# کاتارین وی
کاتارین وی (انگلیسی: Katharine Way؛ زاده ۲۰ فوریهٔ ۱۹۰۲ درگذشته ۹ دسامبر ۱۹۹۵) یک فیزیک‌دان اهل ایالات متحده آمریکا بود.